# VC Olympia Dresden
Der Verein VC Olympia Dresden (abgekürzt VCO Dresden) ist ein Volleyballverein aus Dresden und dient der Nachwuchsförderung des Frauen-Bundesligisten Dresdner SC. Gegründet wurde der Verein 1999 als „VC Olympia Pirna“, aufgrund damaliger Verbandsvorgaben außerhalb von Dresden. 2001 benannte sich der Verein um, als er aufgrund organisatorischer Schwierigkeiten nach Dresden überführt wurde. Dresden ist seit 1991 Bundesstützpunkt des Deutschen Volleyball-Verbandes. Bundesstützpunktleiter ist Maik Vogt.

## Modus
Die Juniorinnen des VCO Dresden spielen seit 2001 wie eine Vereinsmannschaft in der zweiten Bundesliga mit. Die Ergebnisse fließen genauso in die Wertung ein wie die der anderen Teams. Auf die Entscheidung im Auf- und Abstiegskampf hat die Mannschaft keinen Einfluss.

## Frauen 1
Die Juniorinnen spielen in der Saison 2025/26 in der 2. Bundesliga Pro. Die Mannschaft wird von Andreas Renneberg trainiert. Das Team trägt seine Heimspiele in der Bundesligahalle am Sportschulzentrum in Dresden aus.

## Weitere Mannschaften
Die zweite Mannschaft spielt in der Regionalliga Ost, die dritte Mannschaft in der Sachsenliga.